# Суетка (приток Пышмы)
Суетка — река в России, протекает по Талицкому району Свердловской области. Устье реки находится в 287 км от устья Пышмы по левому берегу. Длина реки составляет 27 км.

## Название
Название реки происходит от татарского су — «вода», ет — «собака», то есть «собачья вода».

## Притоки
- Березовка
- Крутой Лог
- Плоский Лог
- Отнога

## Населённые пункты
- Медведкова
- Пуртова
- Чупина
- Одина

## Данные водного реестра
По данным государственного водного реестра России относится к Иртышскому бассейновому округу, водохозяйственный участок реки — Пышма от Белоярского гидроузла и до устья, без реки Рефт от истока до Рефтинского гидроузла, речной подбассейн реки — Тобол. Речной бассейн реки — Иртыш.
Код объекта в государственном водном реестре — 14010502212111200008102.